# David Allan

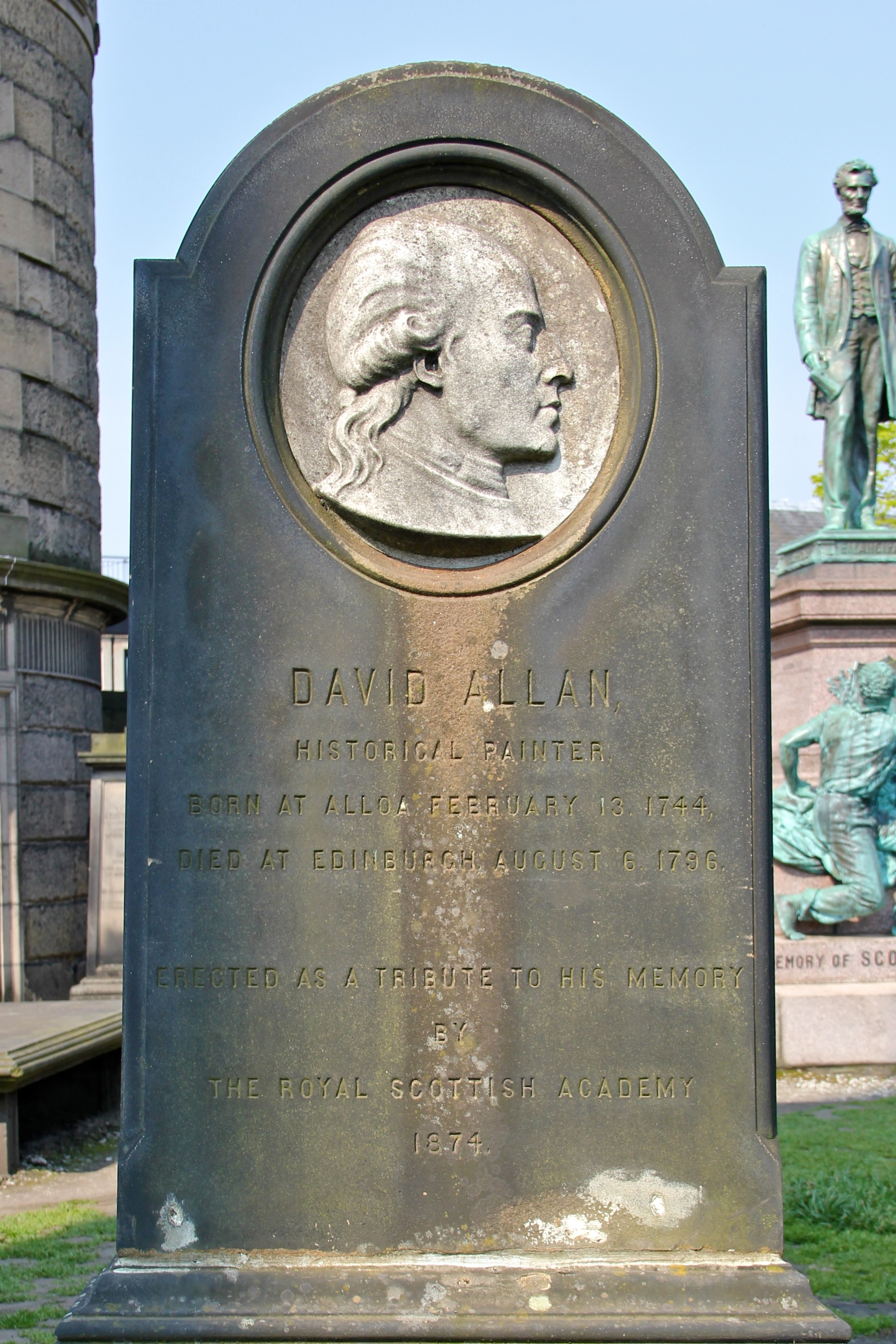
Grobowiec malarza

David Allan (ur. 13 lutego 1744, zm. 6 sierpnia 1796 w Edynburgu) – szkocki malarz, tworzący obrazy historyczne i sceny rodzajowe.

## Życiorys
Pochodził z Alloa w środkowej Szkocji. Studiował malarstwo w Glasgow w latach 1755-1762. W 1764 wyjechał do Rzymu, gdzie mieszkał do 1777. W roku 1771 przesłał dwa swoje obrazy Pompejusz Wielki po swojej klęsce i Kleopatra płacząca nad prochami Marka Antoniusza na wystawę do Royal Academy w Londynie. W 1773 inny jego obraz Hektor, żegnający się z Andromachą zdobył złoty medal w  Accademia di S Luca. Po powrocie do Londynu w 1777 pracował jako malarz portretów. W 1780 zamieszkał w Edynburgu, gdzie został dyrektorem Academy of Arts. W tym okresie stworzył swoje najbardziej znane dzieła takie jak "Szkockie wesele", "Tańce na górze". Stworzył też ilustracje do "Osjana" Jamesa Macphersona i "Gentle Shepherd" Allana Ramsaya.